# ST Большой Медведицы
ST Большой Медведицы (лат. ST Ursae Majoris), HD 99592 — одиночная переменная звезда в созвездии Большой Медведицы на расстоянии приблизительно 835 световых лет (около 256 парсеков) от Солнца. Видимая звёздная величина звезды — от +7,6m до +6m.

## Характеристики
ST Большой Медведицы — красный гигант, пульсирующая полуправильная переменная звезда типа SRB (SRB) спектрального класса M4-M5III или M4IIIvar.